# Champaign
Champaign är en stad i Champaign County, Illinois, USA. Staden ligger väster om Urbana och hette ursprungligen West Urbana, men bytte namn 1860. Urbana-Champaign är en sammanväxt tvillingstad. Illinois universitet har sitt största universitetsområde i Urbana-Champaign.

## Kända personer från Champaign
- Megyn Kelly, journalist, programledare
- Ludacris, rappare
- Bob Richards, känd som "Vaulting Vicar", OS-guld i stavhopp 1952 och 1956
- James Tobin, Sveriges Riksbanks pris i ekonomisk vetenskap till Alfred Nobels minne 1981
- George Will, kolumnist
- Tony Alagna, travtränare